# Закржевский, Николай Иосифович
Николай Иосифович Закржевский (1853 — ?) — русский военный деятель, генерал от инфантерии (1910).

## Биография
В службу вступил в  1870 году, в 1872 году после окончании 2-го Константиновского военного училища произведён в подпоручики и выпущен в Финляндский лейб-гвардии полк и переименован в прапорщики гвардии.
В 1876 году произведён  в подпоручики гвардии, в 1877 году в поручики гвардии. В 1878 году после окончания Николаевской военной академии по II разряду произведён в штабс-капитаны.  С 1878 года участник Русско-турецкой войны. С 1878 года старший адъютант штабов — 30-й пехотной дивизии, с 1880 года 1-й гренадёрской дивизии, с 1882 года 1-й пехотной дивизии. В 1879 году произведён в капитаны, в 1883 году в подполковники.
С 1883 года штаб-офицер для поручений при штабе Закаспийской области. С 1885 года участник Боя на Кушке, был начальником штаба в отряде генерала А. В. Комарова, за храбрость в этой компании  был награждён  Золотой георгиевской саблей «За храбрость»
В 1887 году произведён в полковники. С 1891 года начальник штаба 39-й пехотной дивизии. С 1896 года командир Тифлисского 15-го гренадёрского полка. В 1899 году произведён в генерал-майоры с назначением начальником штаба 5-го армейского корпуса. С 1903 года командир 1-й бригады 38-й пехотной дивизии. С 1904 года командующий — 79-й пехотной дивизии, с 1906 года 17-й пехотной дивизии.
В 1907 году произведён в генерал-лейтенанты. В 1910 году произведён в генералы от инфантерии с увольнением в отставку.